# Ząbki
Ząbki (udtale: [ˈzɔmpki]) er en by og en kommune (Gmina) der ligger i det østlige, centrale Polen, i voivodskabet Masovien (Województwo mazowieckie) og har 43.740(2021) indbyggere og et areal på 	11,13 km². Den er en del af   powiatet (amt) Wołomin. Ząbki ligger 8 km nordøst for Warszawas centrum. Den grænser op til Warszawa mod syd og vest, byen Marki ligger mod nord og Zielonka mod øst.

## Historie
Byen blev oprindeligt kaldet Wola Ząbkowa,  men bebyggelsen går tilbage til 16. århundrede. Det var en kongelig landsby, administrativt beliggende i Warszawa-powiatet i Masoviske voivodskab i provinsen Storpolen i Kongeriget Polens krone. I 1880 ejede grev Plater fra den polske adelsfamilie af Plater et teglværk i Ząbki. Ząbki var et opmarchsted for nogle polske enheder, der deltog i det sejrrige Slaget ved Warszawa mod de invaderende russere i august 1920.